# Ville morte (film)
Pour plus de détails, voir Fiche technique et Distribution.
Ville morte (Νεκρή Πολιτεία (Nekri Politéïa)) est un film grec réalisé par Frixos Iliadis et sorti en 1951.
Malgré son succès critique, Ville morte fut un échec commercial, un des rares de la Finos Film.

## Synopsis
Mistra, un jeune artiste (Nikos Tzogias) revient sur les terres de son enfance. Il tombe amoureux d'une jeune femme (Irène Papas). Mais les deux familles sont en vendetta. Le père de la jeune femme finit par tuer celle-ci.

## Fiche technique
- Titre : Ville morte
- Titre original : Νεκρή Πολιτεία (Nekri Politéïa)
- Réalisation : Frixos Iliadis
- Scénario : Frixos Iliadis
- Direction artistique : Filopímin Fínos
- Décors : Phaidon Molfessis
- Costumes :
- Photographie : Aristides Karydis-Fuchs
- Son : Markos Zervas
- Montage : Aristides Karydis-Fuchs
- Musique : Mános Hadjidákis
- Production :  Finos Film
- Pays d'origine :  Grèce
- Langue : grec
- Format :  Noir et blanc
- Genre : Mélodrame
- Durée : 76 minutes
- Dates de sortie : 3 décembre 1951

## Distribution
- Giórgos Foúndas
- Irène Papas
- Nikos Tzogias
- Giannis Argyris

## Distinctions
Le film a été présenté en sélection officielle en compétition au Festival de Cannes 1952.